# Akhisar
Akhisar, che in lingua turca significa "castello bianco", è una città della Turchia, centro dell'omonimo distretto della provincia di Manisa.

## Storia
Corrisponde all'antica Tiatira. Nelle sue vicinanze si svolse nel 366 la battaglia di Tiatira tra l'esercito dell'imperatore romano Valente e quello dell'usurpatore Procopio.

## Economia
Akhisar è conosciuta per l'alta produzione di tabacco ed olio d'oliva.

## Sport
Il principale club calcistico della città è l'Akhisar Belediyespor, che nella stagione 2011-2012 ha partecipato per la prima volta alla Süper Lig.

## Amministrazione

### Gemellaggi
Akhisar è gemellata con:
- Bruxelles
- Anversa
- Lima
- Maradi
- Losanna
- Douala
- Mascate
- Porto
- Chișinău